# День Земли
День Земли (англ. Earth Day) — название, используемое по отношению к различным мероприятиям, проводимым весной и призванным побудить людей быть внимательнее к хрупкой и уязвимой окружающей среде на планете Земля. Мероприятие впервые было организовано сетью «День Земли». Существуют два основных периода проведения Дней Земли: в марте (ближе к весеннему равноденствию) и 22 апреля. Кроме того, в настоящее время многие рядовые участники и инициативные группы планируют и проводят ряд мероприятий ко Дню Земли ближе к моменту летнего солнцестояния, чтобы максимально использовать тёплую погоду и свободное время людей.
Пусть будут лишь мирные и радостные Дни Земли для нашего прекрасного космического корабля — планеты Земля, летящей и вращающейся посреди холодного космоса со своим столь уязвимым грузом жизни…Генеральный секретарь ООН У Тан, 21 марта 1971 года.

## День Земли — Равноденствие
Изначально День Земли празднуется во многих странах[каких?] в день весеннего равноденствия, чтобы отметить момент, когда начинается весна (в Северном полушарии) или осень (в Южном).

## День Земли — 22 апреля

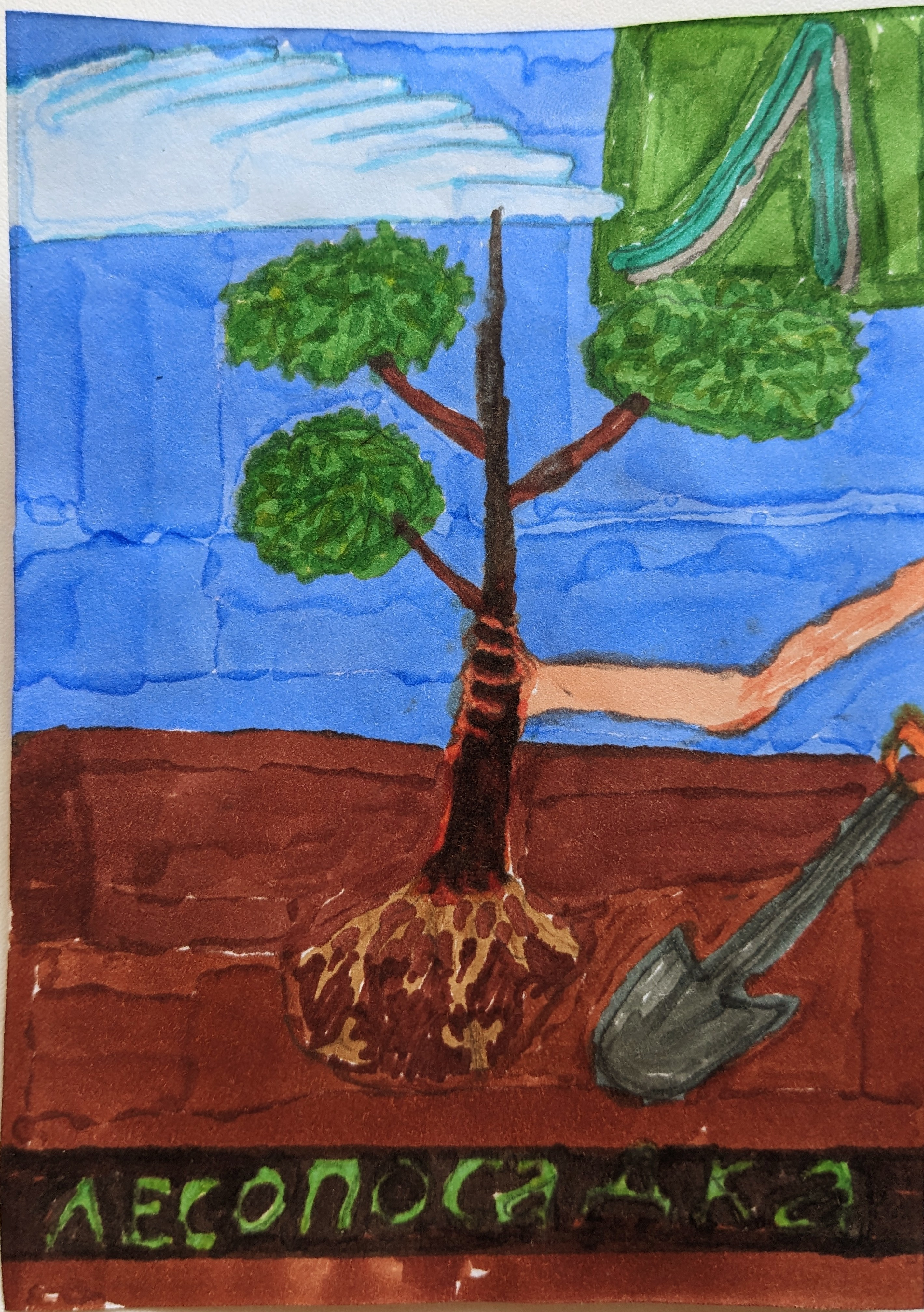
Лесопосадка — экологическая азбука на букву «Л». Школьный конкурс «Экобукварь», посвященный Дню Земли. Петрозаводск. 2023 год.

Первая «одноразовая» акция в этот день прошла в 1970 году в США. Её успех окрылил организаторов, и с тех пор празднование стало регулярным. Известный американский политик и активист сенатор Гейлорд Нельсон создал группу из студентов под руководством Денниса Хайеса (студента Гарвардского университета). Поскольку это было время активных студенческих движений, инициатива привлекла к себе много внимания.
Несмотря на то, что сенатор и его «штаб» не располагали ни временем, ни ресурсами для организации действительно массовых мероприятий, они происходили (как, например, 20-миллионная демонстрация и присоединение к проекту сотен школ). Как говорил Г. Нельсон, «День Земли организовывал себя сам».
В 1971 году, благодаря успеху первого Дня, сенатор Нельсон провозгласил «Неделю Земли» (в течение 3-й недели апреля) как ежегодное событие, которое стало крайне популярным среди населения США.
В 1990 году впервые День Земли отмечался в СССР, в Пятигорске.
К 20-летию Дня Земли было приурочено совместное восхождение на Эверест альпинистов СССР, США и Китая.
На волне общественной и политической активности, пробуждённой Днём Земли, в США были приняты многие законы и акты, касающиеся охраны окружающей среды (например, знаменитый Акт о чистом воздухе). В России День Земли отмечают в рамках Дней защиты от экологической опасности.
В 2009 году Генеральная Ассамблея ООН провозгласила Международный день Матери-Земли, постановив отмечать его 22 апреля.

## Символика

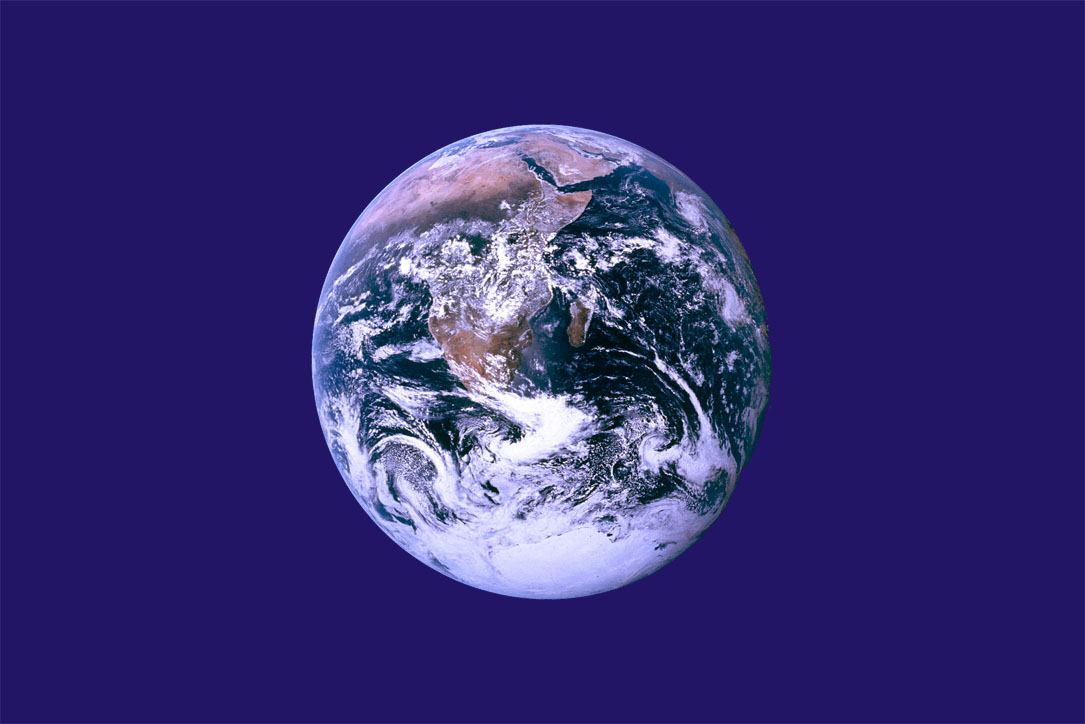
Флаг Земли

Флаг Земли не является официальным символом чего-либо (поскольку официально не существует общепланетного правительства или государства). Он представляет собой фотографию планеты из космоса (в настоящее время используется снимок, сделанный астронавтами «Аполлона-17» по дороге к Луне) на тёмно-синем фоне. Традиционно Флаг связан с днём Земли и многими другими природоохранными, миротворческими и гражданскими международными мероприятиями.
Символом дня является зелёная греческая буква Θ (Тета) на белом фоне. Интересно то, что юбилейный символ эсперанто практически такой же.

## Колокол Мира в День Земли
В День Земли в разных странах по традиции звучит Колокол Мира, призывая людей Земли ощутить всепланетную общественность и приложить усилия к защите мира на планете и сохранению красоты нашего общего дома. Колокол Мира — символ спокойствия, мирной жизни и дружбы, вечного братства и солидарности народов. И в то же время — это призыв к действию во имя сохранения мира и жизни на Земле, сохранения Человека и Культуры.
Первый Колокол Мира был установлен в штаб-квартире ООН в Нью-Йорке в 1954 г. Он отлит из монет, пожертвованных детьми разных континентов, и является символом глобальной солидарности людей Земли. В него также вплавлены ордена и медали, другие почётные знаки людей многих стран. Надпись на Колоколе гласит: «Да здравствует всеобщий мир во всём мире». В 1996 году такой же колокол был установлен в ООН в Вене. Колокол Мира установлен во многих городах Японии, в крупных городах Германии (1989), Польши, Турции (1989), Мексики (1990), Австралии (1992), Монголии (1993), Филиппин (1994), Канады (1996), Бразилии (1997), Аргентины (1998), Эквадора (1999), Узбекистана (2003) и других стран.
В России акция «Колокол Мира в День Земли» проводится с 1998 года по инициативе и под патронатом лётчика-космонавта СССР, Героя Советского Союза А. Н. Березового в Международном Центре Рерихов. На торжественном открытии первого Дня Земли в Москве Сергей Петрович Капица сказал:«… День Земли — это день ответственности перед нашей планетой, ответственности перед людьми, которые её населяют, перед самой природой, частью которой мы являемся».
Организаторами акции «Колокол Мира в День Земли» в Москве являются Международная Лига защиты культуры, Международный Центр-Музей имени Н. К. Рериха, Международный гуманитарный фонд «Знание» имени К. В. Фролова, Федерация космонавтики России, Российская академия космонавтики имени К. Э. Циолковского. В церемонии «Колокол Мира в День Земли» участвуют представители Информационного центра ООН в Москве, Московского бюро ЮНЕСКО, Правительства Москвы, космонавты, известные деятели науки и культуры.